# ليندولفو ديلغادو
ليندولفو ديلغادو (بالإسبانية: Lindolfo Delgado)‏ (مواليد 31 ديسمبر 1994) هو ملاكم مكسيكي، مثّل بلاده في الألعاب الأولمبية الصيفية 2016.

## روابط خارجية
ليندولفو ديلغادو على موقع بوكس ريك (الإنجليزية) (registration required)
- ليندولفو ديلغادو على موقع اللجنة الأولمبية الدولية (الإنجليزية)
- ليندولفو ديلغادو على موقع أوليمبيديا (الإنجليزية)